# Hymenolobium janeirense
Hymenolobium janeirense é uma espécie de planta do gênero Hymenolobium e da família Fabaceae. No sudeste do Brasil é chamado de guaracuí, faveco, angelim-falso, angelim-folha-miúda e angelim.

## Taxonomia
Os seguintes sinônimos já foram catalogados: 
- Hymenolobium janeirense stipulatum  (N.F.Mattos) H.C.Lima
- Hymenolobium paulense  N.Mattos
- Hymenolobium stipulatum  N.F. Mattos

## Forma de vida
É uma espécie terrícola e arbórea.

## Conservação
A espécie faz parte da Lista Vermelha das espécies ameaçadas do estado do Espírito Santo, no sudeste do Brasil. A lista foi publicada em 13 de junho de 2005 por intermédio do decreto estadual nº 1.499-R.

## Distribuição
A espécie é endêmica do Brasil, com ampla distribuição e encontrada nos estados brasileiros de Bahia, Espírito Santo, Minas Gerais, Pernambuco, Rio de Janeiro e São Paulo. A espécie é encontrada no domínio fitogeográfico de Mata Atlântica, em regiões com vegetação de mata ciliar, floresta estacional decidual e floresta ombrófila pluvial.